# Siouxsie and the Banshees

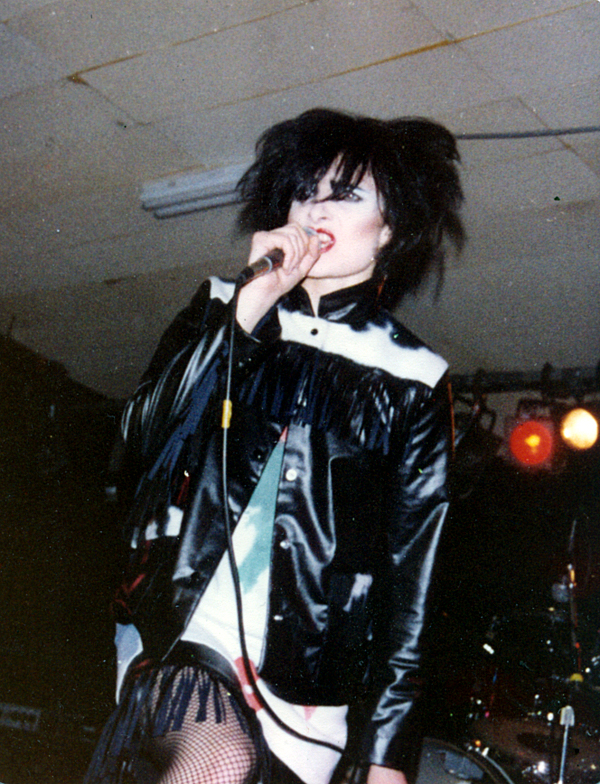
Siouxsie (1980)

Siouxsie and the Banshees – brytyjski zespół rockowy założony w 1976 roku w Londynie przez Siouxsie Sioux i Stevena Severina. Grupa reprezentowała styl post-punk (nurt cold wave), a także gatunki nowa fala, rock gotycki i rock alternatywny.
Zespół wykształcił się z punku i grał posępną, refleksyjną muzykę. Był jednym z czołowych przedstawicieli post-punku oraz gotyckiego rocka.
Formacja wywarła wpływ na rozwój tego stylu, a także na zespoły takie jak Joy Division, The Cure, U2, The Smiths, Radiohead, PJ Harvey czy Sonic Youth.
W 1978 roku pierwszy singiel grupy, „Hong Kong Garden”, osiągnął wysokie pozycje na listach przebojów. Na początku listopada tego samego roku ukazał się ich pierwszy album, The Scream. Inne najbardziej znane tytuły grupy to „Happy House” (1980), „Christine” (1980), „Spellbound” (1981), „Cities in Dust” (1985), „Peek-a-Boo” (1988) i „Kiss Them For Me” (1991).
W 2022 roku „All Souls” kompilacyjny album z 10 utworami, zawierał „Spellbound” (użyty w zakończeniu Stranger Things – sezon 4), „Fireworks”, „Peek-a-Boo” i kilka utworów dotychczas wydanych na singlach. Został wydany na czarnym winylu, a także na pomarańczowym winylu – w limitowanej edycji.
W grudniu 2022 roku Siouxsie ogłosiła powrót na scenę w 2023 roku
20 kwietnia 2024 roku z okazji Record Store Day ukazało się podwójne wydanie winylowe albumu koncertowego "Nocturne". Reedycja winylowa z 2024 roku z nową grafiką została zremasterowana w Abbey Road Studios.

## Muzycy

### Ostatni znany skład zespołu
- Siouxsie Sioux – śpiew (1976–1996, 2002)
- Steven Severin – gitara basowa (1976–1996, 2002)
- Knox Chandler – gitara (1995–1996, 2002)
- Budgie – perkusja (1979–1996, 2002)

### Byli członkowie zespołu
- Sid Vicious – perkusja (1976–1977)
- Marco Pirroni – gitara (1976–1977)
- Kenny Morris – perkusja (1977–1979)
- Peter Fenton – gitara (1977–1979)
- John McKay – gitara (1977–1979)
- John McGeoch – gitara (1980–1982)
- Robert Smith – gitara (1979–1980, 1982–1984)
- John Valentine Curruthers – gitara (1984–1987)
- Martin McCarrick – keyboard, wiolonczela, akordeon (1987–1996)
- Jon Klein (1987–1995)
- Knox Chandler – gitara (1995)

## Dyskografia

### Albumy
- 1978: The Scream
- 1979: Join Hands
- 1980: Kaleidoscope
- 1981: Juju
- 1982: A Kiss in the Dreamhouse
- 1983: Nocturne (nagranie koncertu w Albert Hall)
- 1984: Hyaena
- 1986: Tinderbox
- 1987: Through the Looking Glass
- 1988: Peepshow
- 1991: Superstition
- 1995: The Rapture
- 2002: The Best of Siouxsie and the Banshees
- 2003: Seven Year Itch (nagranie koncertu)
- 2004: Downside Up (55 niewydanych stron b singli – 4 CD)
- 2006: Voices on the Air (sesje dla radia BBC)
- 2009: At the BBC (nagranie koncertu i sesje dla radia BBC – 3 CD + 1 DVD)
- 2022: All Souls ((kompilacja z trzema singlami + niepublikowane utwory – winyl))

## Wideografia

### VHS
- 1981: Once Upon a Time: The Singles
- 1983: Nocturne
- 1992: Twice Upon a Time: The Singles

### DVD
- 2003: The Seven Year Itch
- 2006: Nocturne